# 神木小浪花介
神木小浪花介（学名：Cytherella shengmu）为小浪花介科小浪花介屬下的一个种。